# Alegações de agressão sexual e má conduta de Bill Clinton

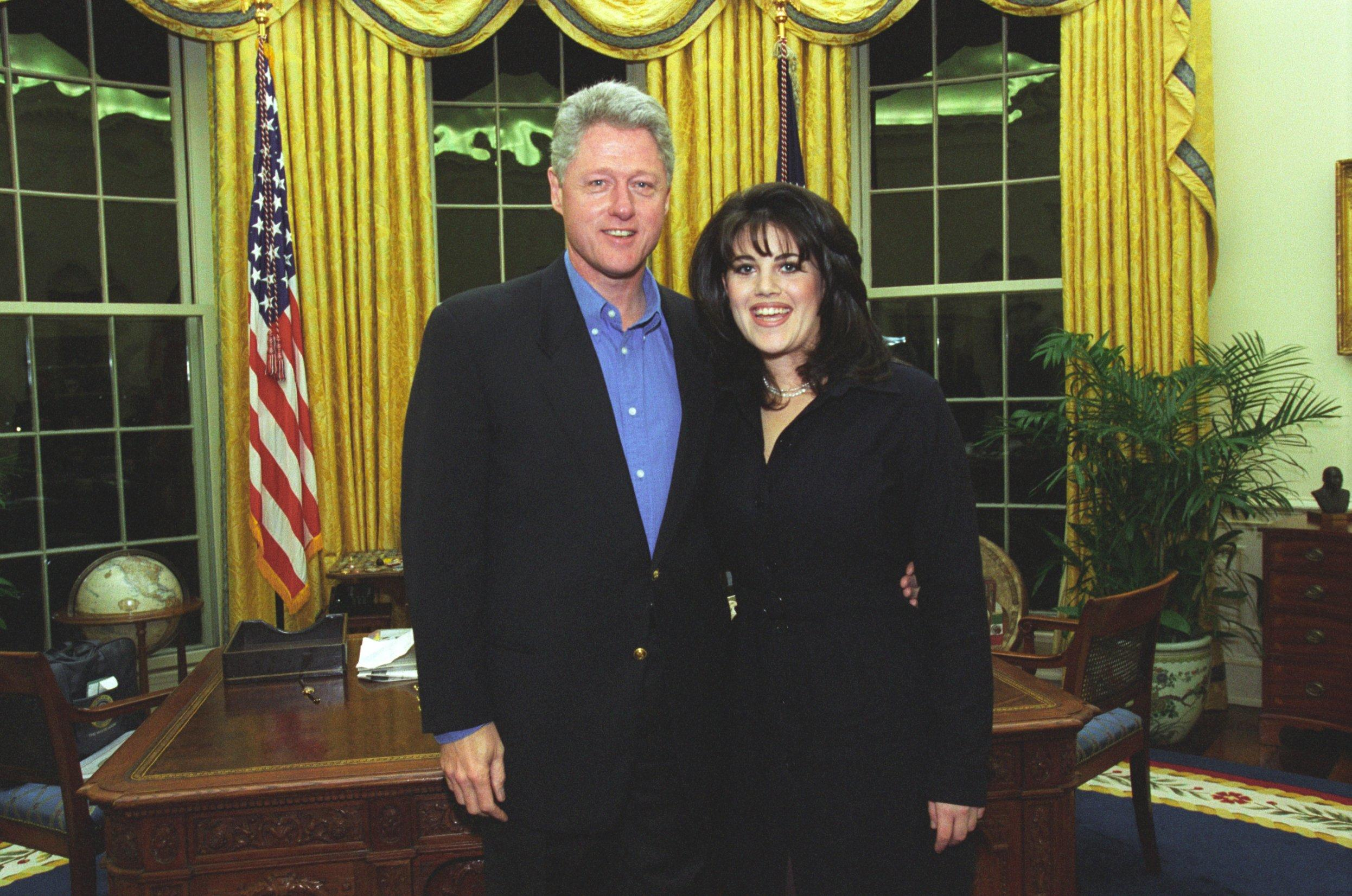
Bill Clinton e Monica Lewinsky em 28 de fevereiro de 1997

Bill Clinton, o 42º presidente dos Estados Unidos (1993–2001), foi publicamente acusado de má conduta sexual, incluindo estupro, assédio e agressão sexual. Além disso, alguns comentaristas caracterizaram a relação sexual de Clinton com a ex-estagiária da Casa Branca Monica Lewinsky como predatória ou não consensual, apesar de Lewinsky ter afirmado na época que a relação era consensual. Essas alegações foram revisitadas e ganharam mais credibilidade em 2018, à luz do movimento #MeToo, com muitos comentaristas e líderes democratas afirmando que Clinton deveria ter sido obrigado a renunciar após o escândalo Lewinsky.

## Visão geral
Em 1994, Paula Jones [en] iniciou um processo por assédio sexual contra Bill Clinton, alegando que ele fez avanços indesejados em 1991; Clinton negou as acusações. Em abril de 1998, o caso foi inicialmente arquivado pela juíza Susan Webber Wright por falta de mérito jurídico. Jones apelou da decisão de Webber Wright, e seu processo ganhou força após a admissão de Clinton, em agosto de 1998, de ter tido um caso com Monica Lewinsky. Em 1998, os advogados de Paula Jones divulgaram documentos judiciais que alegavam um padrão de assédio sexual por Clinton quando ele era governador do Arkansas. Robert S. Bennett, principal advogado de Clinton no caso, chamou o arquivamento de "um monte de mentiras" e "uma campanha organizada para difamar o presidente dos Estados Unidos" financiada por inimigos políticos de Clinton. Em outubro de 1998, os advogados de Clinton ofereceram tentativamente US$ 700.000 para resolver o caso, que na época era o valor de US$ 800.000 buscado pelos advogados de Jones. Clinton posteriormente concordou com um acordo extrajudicial e pagou a Jones US$ 850.000. Bennett disse que o presidente fez o acordo apenas para encerrar o processo definitivamente e seguir com sua vida. Durante o depoimento para o processo de Jones, realizado na Casa Branca, Clinton negou ter tido relações sexuais com Monica Lewinsky — uma negação que se tornou a base para uma acusação de perjúrio em seu impeachment.
Em 1998, Kathleen Willey [en] alegou que Clinton a apalpara em um corredor em 1993. Um conselheiro independente determinou que Willey forneceu "informações falsas" ao FBI, inconsistentes com o testemunho juramentado relacionado à alegação de Jones. Em 19 de março de 1998, Julie Hiatt Steele, amiga de Willey, divulgou um depoimento, acusando a ex-assessora da Casa Branca de pedir que ela mentisse para corroborar a alegação de Willey de ter sido apalpada por Clinton no Salão Oval. Uma tentativa de Kenneth Starr de processar Steele por falsas declarações e obstrução de justiça terminou em um julgamento anulado, e Starr recusou buscar um novo julgamento após Steele solicitar uma investigação contra o ex-conselheiro independente por má conduta processual.
Também em 1998, Juanita Broaddrick [en] alegou que Clinton a estuprou na primavera de 1978, embora ela tenha dito que não se lembrava da data exata. Para apoiar sua acusação, Broaddrick observa que contou a várias testemunhas em 1978 que havia sido estuprada por Clinton, algo que essas testemunhas também confirmam em entrevistas à imprensa. Broaddrick havia anteriormente apresentado um affidavit negando quaisquer "avanços sexuais indesejados" e posteriormente repetiu a negação em um depoimento juramentado. Em uma entrevista à NBC em 1998, na qual detalhou o suposto estupro, Broaddrick disse que negou (sob juramento) ter sido estuprada apenas para evitar testemunhar publicamente sobre o ocorrido.
O escândalo Lewinsky teve um impacto duradouro no legado de Clinton, além de seu impeachment em 1998. Após o movimento #MeToo (que trouxe à tona a prevalência generalizada de agressão sexual e assédio sexual, especialmente no ambiente de trabalho), vários comentaristas e líderes políticos democratas, assim como a própria Lewinsky, revisitaram a visão de que o caso Lewinsky foi consensual, caracterizando-o, em vez disso, como um abuso de poder ou assédio, à luz da diferença de poder entre um presidente e uma estagiária de 22 anos. Em 2018, Clinton foi questionado em várias entrevistas sobre se deveria ter renunciado, e ele disse que tomou a decisão correta ao não renunciar. Durante as eleições congressionais de 2018, o The New York Times alegou que a ausência de candidatos democratas convidando Clinton para fazer campanha com eles foi uma mudança atribuída à nova compreensão do escândalo Lewinsky. No entanto, a ex-presidente interina do DNC, Donna Brazile, pediu em novembro de 2017 que Clinton fizesse campanha nas eleições de meio de mandato de 2018, apesar das recentes críticas da senadora de Nova York Kirsten Gillibrand ao escândalo Lewinsky.

## Acusações

### Juanita Broaddrick
Em um episódio de 1999 do Dateline NBC, a ex-voluntária da campanha de Bill Clinton, Juanita Broaddrick, alegou que, no final dos anos 1970, Clinton a estuprou em seu quarto de hotel. Segundo Broaddrick, ela concordou em se encontrar com Clinton para um café no saguão de seu hotel, mas Clinton pediu para irem ao quarto dela para evitar uma multidão de repórteres; ela concordou. Broaddrick afirmou que, uma vez isolada em seu quarto de hotel, Clinton a estuprou. Ela disse que Clinton feriu seu lábio ao mordê-lo durante a agressão. Em 1999, Clinton negou as alegações de Broaddrick por meio de seu advogado.
Apoiadores de Clinton questionaram seu relato, observando que, quando Broaddrick testemunhou sob juramento sobre seu suposto encontro com Clinton, ela negou ter sido estuprada por ele. Em sua entrevista à NBC alegando estupro, Broaddrick disse que negou o estupro sob juramento apenas para proteger sua privacidade. Apoiadores de Clinton também notaram que ela continuou a apoiá-lo e aparecer em eventos públicos em seu nome semanas após o suposto estupro, e que Broaddrick disse que não conseguia lembrar o dia ou o mês em que o suposto incidente ocorreu. Broaddrick alegou que em 1978 ela revelou a suposta agressão a cinco pessoas próximas, e que elas a aconselharam a não causar problemas para si mesma ao tornar o caso público.

### Leslie Millwee
Em outubro de 2016, Leslie Millwee acusou Bill Clinton de agredi-la sexualmente três vezes em 1980. Millwee era então funcionária de uma estação de televisão sediada em Arkansas, agora extinta, e Clinton era o governador de Arkansas na época. Millwee disse ao Breitbart News que, em cada uma das três ocasiões, Clinton se aproximou por trás dela e apalpou seus seios, e na segunda ocasião, ele esfregou sua virilha contra ela e chegou ao orgasmo.

### Paula Jones
De acordo com o relato de Paula Jones, em 8 de maio de 1991, ela foi escoltada até o quarto de hotel de Clinton em Little Rock, Arkansas, onde ele a abordou e se expôs a ela. Ela alegou que manteve silêncio sobre o incidente até 1994, quando uma história de David Brock [en] na revista The American Spectator [en] publicou um relato. Em 1994, Jones e seus advogados, Joseph Cammarata e Gilbert Davis, entraram com uma ação federal contra Clinton, alegando assédio sexual. Durante a fase de descoberta do processo, os advogados de Jones tiveram a oportunidade de interrogar Clinton sob juramento sobre seu histórico sexual; no decorrer desse testemunho, Clinton negou ter tido um caso sexual com Monica Lewinsky, uma negação que, após a subsequente exposição do caso com Lewinsky, eventualmente levou ao seu impeachment por perjúrio e obstrução de justiça.
Várias testemunhas contestaram o relato de Jones, incluindo sua irmã e cunhado. Essas testemunhas afirmaram que ela descreveu seu encontro com Clinton como "feliz" e "gentil". Além disso, Jones havia afirmado a amigos que Clinton tinha uma deformidade específica em seu pênis, uma alegação que foi comprovada como falsa pelos investigadores.
No entanto, o analista jurídico Stuart Taylor Jr. escreveu um artigo de 15.000 palavras na edição de novembro de 1996 da The American Lawyer, defendendo os méritos do caso, que incluía um grande número de testemunhas contemporâneas a quem Jones havia confidenciado na época, e questionando por que a mídia nacional não tratou suas acusações com mais seriedade. O artigo de Taylor levou várias organizações de mídia a revisitar o caso, indicando que ele de fato tinha mérito.
Em abril de 1998, o caso foi arquivado pela juíza Susan Webber Wright por falta de mérito jurídico. No entanto, Jones apelou da decisão de Webber Wright, e seu processo ganhou força após a admissão de Clinton, em agosto de 1998, de ter tido um caso com Monica Lewinsky. Essa admissão indicou que Clinton pode ter mentido sob juramento quando testemunhou no caso Jones que nunca teve uma relação sexual com Lewinsky.
Em outubro de 1998, os advogados de Clinton ofereceram tentativamente US$ 700.000 para resolver o caso, que na época era o valor de US$ 800.000 buscado pelos advogados de Jones. Em novembro de 1998, Clinton concordou com um acordo extrajudicial, pagando a Jones e seus advogados US$ 850.000 para abandonar o processo, mas não reconheceu qualquer irregularidade e não ofereceu um pedido de desculpas; a maior parte desse dinheiro também foi usada para pagar as custas judiciais de Jones. O advogado de Clinton disse que o presidente fez o acordo apenas para encerrar o processo definitivamente e seguir com sua vida.

### Kathleen Willey
Em 1998, Kathleen Willey alegou que Clinton a apalpara sem consentimento no Salão Oval da Casa Branca em 1993. Kenneth Starr concedeu a ela imunidade para seu testemunho em sua investigação separada.
Linda Tripp, funcionária da administração Clinton que gravou secretamente suas conversas telefônicas com Monica Lewinsky para expor o caso desta com o presidente, testemunhou sob juramento que o contato sexual de Willey com o presidente Clinton em 1993 foi consensual, que Willey estava flertando com o presidente e que Willey ficou feliz e animada após o encontro de 1993 com Clinton. Seis outros amigos de Willey confirmaram o relato de Tripp em testemunhos juramentados, afirmando que Willey buscava uma relação sexual com o presidente. Ken Starr, que havia deposto Willey no curso da investigação sobre o histórico sexual de Clinton, determinou que ela mentiu repetidamente sob juramento para seus investigadores. Starr e sua equipe, portanto, concluíram que não havia evidências suficientes para prosseguir com suas alegações. Em 2007, Willey publicou um livro sobre suas experiências com os Clintons.

### Outras acusações
Em abril de 1998, a Inside Edition relatou que Cristy Zercher, uma ex-comissária de bordo, acusou Clinton de apalpá-la e acariciá-la durante um voo da campanha de 1992 [en] enquanto sua esposa Hillary dormia nas proximidades. Um comunicado anunciando os resultados do teste de polígrafo de Zercher afirmou que ela teve avaliações negativas para veracidade em quatro perguntas feitas na semana anterior.
Em 1999, Eileen Wellstone reiterou aos repórteres que acusou Clinton de agredi-la sexualmente em 1969, quando ambos eram estudantes em Oxford. Wellstone apresentou uma queixa à universidade, mas nenhuma acusação foi feita contra Clinton.
Uma funcionária da campanha, Sandra Allen James, acusou Clinton de agredi-la sexualmente em seu quarto de hotel em 1991. Ela alegou que ele se expôs a ela e a forçou a praticar sexo oral enquanto estavam sentados no sofá.
Uma ex-professora da Universidade do Arkansas afirmou que Clinton apalpou uma estudante e tentou prendê-la em seu escritório quando era professor. Isso foi posteriormente corroborado por um artigo escrito por Daniel Harris e Teresa Hampton, que alegava que estudantes da universidade confirmaram que Clinton tentou se impor a elas quando era professor.
Karen Hinton, que serviu na administração Clinton sob o secretário de HUD Andrew Cuomo, disse ao jornalista Michael Isikoff que Clinton a assediou em um evento de arrecadação de fundos em 1984. Hinton alegou que Clinton estava olhando para ela e escreveu o número do seu quarto de hotel e um ponto de interrogação em um guardanapo, entregando-o a ela, o que, segundo ela, a fez sentir-se humilhada. Suas alegações foram publicadas no livro de Isikoff, Uncovering Clinton.
Em novembro de 2017, fontes dentro do Partido Democrata disseram ao autor e ex-editor de assuntos internacionais da Newsweek, Edward Klein, que Clinton estava sendo acusado de agressão sexual por quatro mulheres. As denunciantes alegaram que os ataques ocorreram pouco após o fim de sua presidência, no início dos anos 2000, quando elas estavam na adolescência tardia. Um membro da equipe jurídica de Clinton confirmou a existência de novas alegações contra ele.

## Eleição presidencial dos Estados Unidos de 2016
As acusações de má conduta sexual contra Bill Clinton ressurgiram durante a campanha presidencial de Hillary Clinton em 2016. Quando uma gravação explícita do oponente de Hillary, Donald Trump, discutindo a capacidade de apalpar mulheres quando em uma posição de poder foi divulgada durante a campanha, Broaddrick, Willey e Jones reapareceram como críticas de Hillary Clinton, acusando-a de permitir as supostas agressões sexuais de seu marido contra elas. Dois dias após a divulgação da gravação, elas apareceram como convidadas no segundo debate presidencial de 2016 [en] e mencionaram Bill Clinton em declarações antes do debate.
As alegações de Broaddrick ressurgiram no início da campanha. Em várias entrevistas à mídia, Broaddrick afirmou que Bill Clinton a estuprou e que Hillary Clinton sabia disso e tentou ameaçá-la para permanecer em silêncio. Ela disse que começou a dar algumas entrevistas em 2015 porque ficou irritada com a hipocrisia da declaração de Hillary Clinton de que as vítimas de agressão sexual deveriam ser acreditadas.

## Reações

### Bill Clinton
Bill Clinton negou veementemente todas as quatro acusações. Por meio de seus representantes, Clinton respondeu às alegações lançando dúvidas sobre a credibilidade das acusadoras, dizendo que (no caso de Broaddrick e Willey) elas testemunharam anteriormente sob juramento que Clinton nunca fez avanços indesejados. Várias testemunhas próximas a Willey e Jones declararam que as duas mulheres descreveram seu encontro com Clinton como consensual. Clinton admitiu relacionamentos extraconjugais com Monica Lewinsky e Gennifer Flowers, ambos geralmente aceitos como consensuais.
Quando questionado em 2018 se ele teria lidado com as alegações de má conduta sexual de maneira diferente à luz do movimento #MeToo, Clinton disse que não. Quando perguntado se ele devia um pedido de desculpas pessoal a Lewinsky, Clinton disse que não.

### Hillary Clinton
Hillary Clinton permaneceu em grande parte silenciosa sobre o tema das alegações contra Bill. Em seu livro de memórias de 2017, What Happened [en], Clinton observou que Donald Trump "trouxe para nosso segundo debate três mulheres que acusaram meu marido de atos ruins décadas atrás."

### Outras reações
Em um artigo de opinião de 1998 para o The New York Times intitulado "Feminists and the Clinton Question", a proeminente feminista Gloria Steinem criticou a resposta às alegações contra Clinton, escrevendo:
Sobre a acusação de Willey contra Clinton, Steinem escreveu: "Ele é acusado de ter feito um avanço grosseiro, estúpido e imprudente em uma apoiadora durante um momento difícil de sua vida. Ela o afastou, disse ela, e isso nunca mais aconteceu. Em outras palavras, o presidente Clinton aceitou o 'não' como resposta", e sobre a acusação de Jones: "Assim como no caso de Willey, o sr. Clinton parece ter feito um avanço sexual desajeitado, mas aceitou a rejeição."
O artigo de Steinem recebeu críticas da mídia quando foi publicado, incluindo do próprio The New York Times. A comentarista conservadora Ann Coulter ridicularizou a compreensão de Steinem sobre agressão sexual, chamando-a de "o chefe tem direito a um apalpo grátis". Caitlin Flanagan, escrevendo para o The Atlantic em 2017, descreveu o artigo como "infame" e afirmou que "deve ser uma das ações públicas mais lamentadas da vida de [Steinem]", dizendo que o artigo "envergonhou as vítimas, culpou-as e as julgou pela idade; pediu compaixão e gratidão ao homem acusado pelas mulheres". Flanagan acrescentou: "Além disso … caracterizou o feminismo contemporâneo como uma auxiliar armada do Partido Democrata."
Em 2016, no programa de televisão americano The View, a co-apresentadora Joy Behar referiu-se às acusadoras de Bill Clinton como "vagabundas". Behar pediu desculpas pelo insulto sexual logo após.

### Retrospectivas do #MeToo
No final de 2017, as alegações contra Clinton e sua posição dentro do Partido Democrata começaram a ser reconsideradas. Isso foi motivado pelas alegações de abuso sexual contra Harvey Weinstein, que rapidamente desencadearam o Efeito Weinstein e o movimento #MeToo, com liberais e feministas repensando a falta de apoio às mulheres que fizeram as acusações na época. Michelle Goldberg escreveu que as alegações de Broaddrick significavam que "Bill Clinton não tem mais lugar na sociedade decente."
A senadora em exercício Kirsten Gillibrand, que sucedeu Hillary Clinton no Senado, chegou a dizer que Clinton deveria ter renunciado à presidência devido à sua má conduta. Uma pesquisa do HuffPost/YouGov constatou que 53 por cento das pessoas que votaram em Hillary Clinton na eleição de 2016 acreditavam que as acusações contra Bill Clinton eram críveis, enquanto 83 por cento dos eleitores de Trump consideravam as acusações críveis.
Alguns comentaristas caracterizaram o caso de Clinton com Lewinsky, que era estagiária da Casa Branca na época, como má conduta sexual devido ao grande desequilíbrio de poder entre um presidente e uma estagiária; Lewinsky tinha 22 anos na época e descreveu a relação como completamente consensual. Em 2018, a própria Lewinsky começou a questionar sua visão de longa data de que sua relação com Clinton foi consensual, caracterizando-a como um "grosseiro abuso de poder" no qual a diferença de poder entre os dois era tão grande que "o consentimento pode muito bem ser irrelevante." Em outubro de 2018, Hillary Clinton declarou em uma entrevista no CBS News Sunday Morning que o caso de Bill com Lewinsky não constituiu um abuso de poder porque Lewinsky "era uma adulta".
Durante as eleições congressionais de 2018, o The New York Times alegou que a ausência de candidatos democratas convidando Clinton para fazer campanha com eles foi uma mudança atribuída à nova compreensão do escândalo Lewinsky. No entanto, a ex-presidente interina do DNC, Donna Brazile, pediu em novembro de 2017 que Clinton fizesse campanha nas eleições de meio de mandato de 2018, apesar das recentes críticas de Kirsten Gillibrand ao escândalo Lewinsky.

## Livros relacionados
Vários livros foram publicados relacionados a esses incidentes. Estes incluem:
- High Crimes and Misdemeanors: The Case Against Bill Clinton (1998) por Ann Coulter;[66]
- No One Left to Lie To: The Triangulations of William Jefferson Clinton (1999) por Christopher Hitchens;[67]
- The Hunting of the President (2000) por Joe Conason e Gene Lyons;[68]
- Their Lives: The Women Targeted by the Clinton Machine (2005) por Candice E. Jackson.[69]